# Valentí Marín

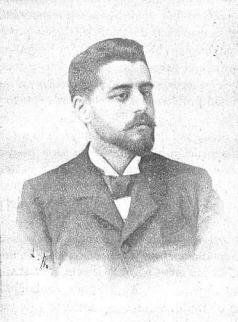
Valenti Marin, um 1896

Valentí Marín i Llovet (* 17. Januar 1872 in Barcelona; † 7. Dezember 1936 ebenda) war ein katalanischer Notar, Schachspieler, Schachkomponist und Sachbuchautor. 
Für Spanien spielte er von 1924 bis 1931 bei fünf Schacholympiaden: 1924 nahm er an der inoffiziellen Schacholympiade 1924 in Paris teil, später spielte er bei den offiziellen Schacholympiaden 1927 in London, 1928 in Den Haag, 1930 in Hamburg und 1931 in Prag.
Er war Präsident des Spanischen Schachverbands (Federación Española de Ajedrez, FEDA).

## Werke
- Un artista en ajedrez (Valentín Marín), 1913, zweisprachige Ausgabe (Spanisch / Esperanto)